# Telmatobius degener
Telmatobius degener là một loài ếch thuộc họ Leptodactylidae.
Đây là loài đặc hữu của Peru.
Môi trường sống tự nhiên của chúng là thảm cây bụi kiểu Địa Trung Hải, đồng cỏ nhiệt đới hoặc cận nhiệt đới vùng ngập nước hoặc lụt theo mùa, sông ngòi, đầm nước, và vùng đồng cỏ.